# Наша Енглескиња
Наша Енглескиња је српски и југословенски телевизијски филм из 1997. године. Режирао га је Слободан Радовић. Сценарио је написала Јелица Зупанц према мотивима биографије Флоре Сандс. Филм је урађен у продукцији РТБ.

## Радња
Филм о Флори Сендс, Енглескињи која се у Првом светском рату борила на старни Срба. Несвакидашња прича о једној необичној и храброј жени.
Захваљујући аутентичној природи, храбрости и упорности, као и уверењу да се увек може учинити више, Енглескиња Флора Сендс која је дошла као добровољна болничарка у Србију за време Првог светског рата, неговала је рањене и болесне, и сама прележала тифус у болници у Ваљеву.
Ступила је у српску војску као обичан војник само да би остала на фронту и учествовала у борбама, у повлачењу преко Албаније, пробоју Солунског фронта и стигла до официрског чина и Ордена Светог Саве и Карађорђеве звезде, као и до заслужене пуне војне пензије код нас.
И у старости ова изузетна жена обилази места и људе који су јој нешто значили у искушавању сопствених могућности и у покушају да влада собом чинећи више него што се очекивало од жене на почетку 20. века.

## Улоге
| Глумац                  | Улога                          |
| ----------------------- | ------------------------------ |
| Љиљана Крстић           | Флора Сандс                    |
| Ана Софреновић          | Млада Флора Сандс              |
| Татјана Лукјанова       | Емили Лујза Симондс            |
| Исидора Минић           | Млада Емили                    |
| Александар Срећковић    | Милоје Савић                   |
| Небојша Кундачина       | Пуковник Милић                 |
| Феђа Стојановић         | Мистер Грег - британски конзул |
| Томислав Трифуновић     | Српски војник                  |
| Владан Савић            | Француски официр               |
| Бранислав Дамњановић    | (као Брана Дамњановић)         |
| Далибор Делибашић       |                                |
| Предраг Ђокић           |                                |
| Миња Стевовић-Филиповић | британска болничка мисија      |
| Слободан Јовановић      |                                |
| Горан Милојковић        |                                |
| Милан Милосављевић      |                                |
| Јадранка Нанић          |                                |
| Маријана Петровић       |                                |
| Александар Родић        | британски интендант            |
| Миросалав Станојевић    |                                |
| Александар Штрбац       |                                |
| Борислав Вукић          |                                |
| Ксенија Зеленовић       |                                |